# Stirellus picinus
Stirellus picinus är en insektsart som beskrevs av Berg 1879. Stirellus picinus ingår i släktet Stirellus och familjen dvärgstritar.

## Underarter
Arten delas in i följande underarter:
- S. p. acutangulus
- S. p. mancus
- S. p. cuneatus
- S. p. elegantulus
- S. p. personatus